# 巴布里清真寺

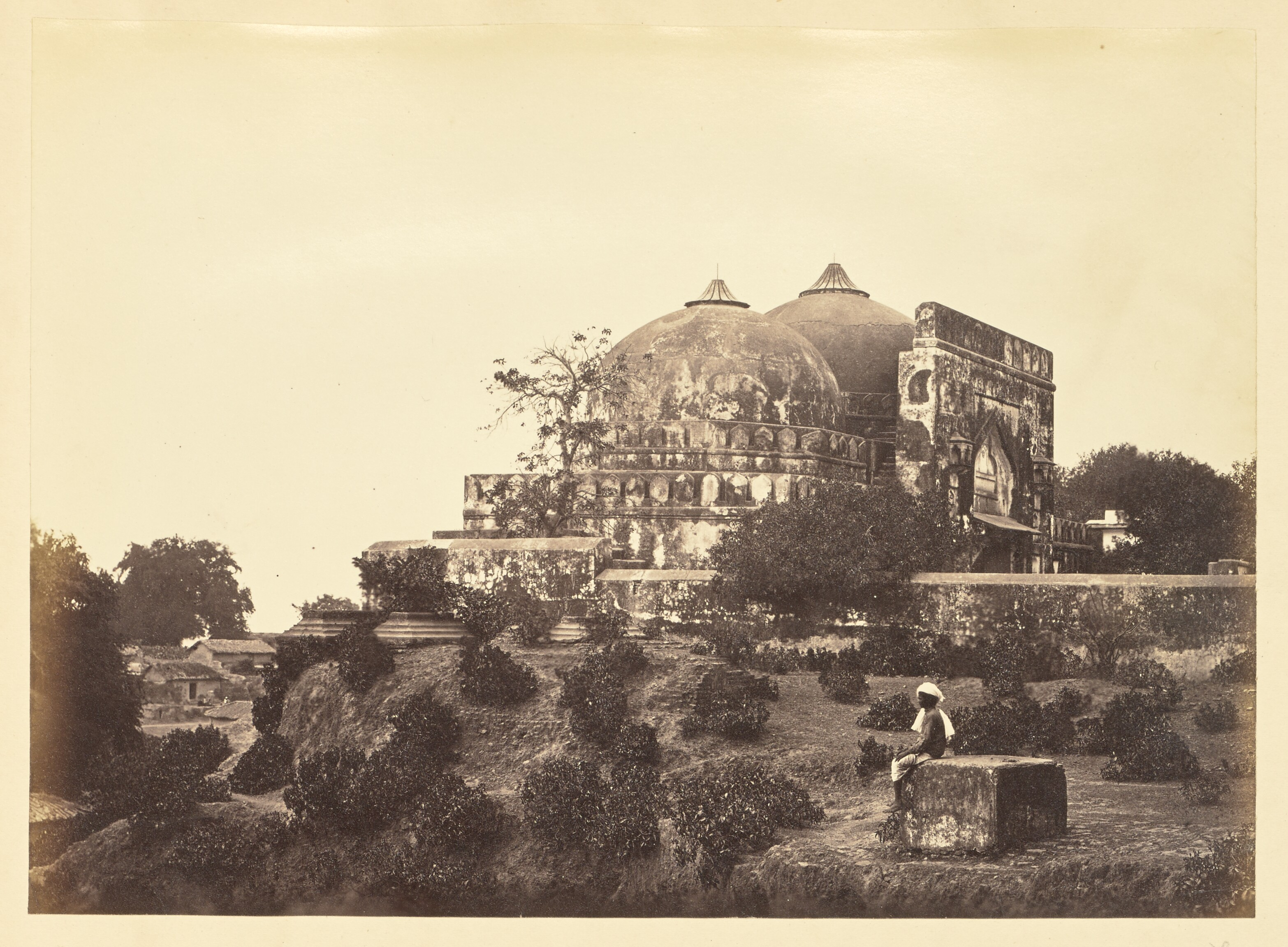
19世紀的巴布里清真寺

巴布里清真寺（Babri Masjid）是位於印度阿约提亚的一座已被拆毀的清真寺。根据清真寺上的铭文，该清真寺由莫卧儿帝国皇帝巴布尔的大臣米尔巴奇于1528-29年間建造。自18世纪以来，印度當地的印度教和穆斯林教徒一直為了該清真寺的問題爭論不休，甚至為此爆發衝突以及對簿公堂。许多印度教徒相信这座清真寺是建在罗摩诞生处的遗址上。1992年，这座清真寺被印度教民族主义者袭击和拆毁。
根據印度教教徒的說法，莫卧儿帝國的大臣米尔巴奇摧毁了當地原有的一座罗摩神庙。不過另一些人反對這種說法，他們認為當地原來就沒有羅摩神廟。印度考古研究所在阿拉哈巴德高等法院的同意下對爭議地點進行考古發掘。在發掘过程中印度考古研究所发现了各種文物，表明地下的確存在印度教寺廟的地基。阿拉哈巴德高等法院判定，巴布里清真寺并非建在空地上，即巴布里清真寺所在地原本是有建築的，而且根據考古發掘的結果表明這些地基與伊斯蘭建築無關。 
1949年，印度教教徒將罗摩和悉多的神像安放在清真寺内，随后印度政府為避免衝突升級下令封锁清真寺。印度教教徒和穆斯林都向法庭提起诉讼，要求法院允許他們進入清真寺。
1992年12月6日，一些印度教教徒拆除了該清真寺，結果包括印度在內的南亚、中东和英国等地爆發骚乱，許多印度教教徒遭到穆斯林襲擊，一系列衝突导致约2,000–3,000人死亡。 
2010年9月，阿拉哈巴德高等法院依然認定该清真寺是建在罗摩的出生地，并允許印度教教徒在當地建造罗摩神庙。法院又將當地三分之一的土地判給穆斯林，允許穆斯林在法院劃定的土地上建造清真寺。 随后，各方都向印度最高法院提起上訴。 2019年11月9日，印度最高法院撤销了下级法院的判决，并將整个地塊都判給印度教教徒。印度最高法院要求政府應該將其他地方的一塊5-英畝（2-公頃）的土地劃給北方邦逊尼派中央宗教基金委员会，讓穆斯林在那裡建造清真寺。政府最終將丹尼普尔中的一块土地劃給穆斯林，這個地方距離阿约提亚的直線距離為18（11英里），如果是從丹尼普尔出發，沿著公路前往原清真寺的地點，則距離為30（19英里）。 